# Rolling Stones US Tour 1978
El US Tour 1978 es la gira que Los Rolling Stones realizaron por los Estados Unidos entre los meses de junio y julio de 1978, inmediatamente después del lanzamiento del exitoso disco Some Girls. Al igual que los tours estadounidenses de 1972 y 1975, la promoción está a cargo de Bill Graham. La obertura estuvo a cargo de Peter Tosh, quien en algunas ocasiones cantaba a dúo con Jagger la canción "Don't Look Back".

## Historia
El tour es muy corto, mínimo en el set list en comparación al tour de las Américas '75 y al tour por Europa '76, posiblemente debido a la aparición de la escena punk rock, con su énfasis exclusivamente en la música y la actitud en lugar de presentar un grandioso y extravagante escenario.
Continuando con un programa iniciado en 1966, los viajes de los Stones a Estados Unidos eran cada tres años. Los Stones tocan en una mezcla de teatros, a veces bajo un pseudónimo, arenas y estadios, práctica que seguiría en futuros viajes.
Sin embargo, esta gira de Estados Unidos no continua por Europa en 1979, rompiendo el calendario del grupo que también realizaba tour por Europa cada tres años, que había comenzado en 1967. En este tiempo Keith Richards colaboró en la gira en solitario de Ronnie Wood por los Estados Unidos en 1979, para promover su álbum Gimme Some Neck, mientras estaba en proceso la nueva banda The New Barbarians.

## Recepción
Si bien la gira fue un éxito comercial, estuvo acosada por borrachos o personas que dificultaban la puesta en marcha del espectáculo. El fotógrafo del tour Lynn Goldsmith comparó este tour con el de Bruce Springsteen and the E Street Band, donde también participó: "Con Bruce no había drogas, no había alcohol y el sonido era controlado en los shows. Con los Stones, no se trataba de comprobar el sonido, en muchos shows corrían para tomar pronto su avión privado".
Independiente de esto, para los fanes este tour es visto como uno de los mejores de los Stones, en gran medida porque fue en muchos sentidos el retorno a lo esencial, tanto en términos visuales y musicales. En general este fue el regreso de clásicas canciones (Tumbling Dice, Star Star, Happy, Street Fighting Man, etc.) mezclando con números de blues y canciones de Chuck Berry, además de incluir un gran número de canciones del entonces recién lanzado LP Some Girls. Fue la primera gira con canciones escritas con Ron Wood como un miembro oficial de los Rolling Stones, y sus contribuciones de este periodo son considerados por muchos fanes de los Stones como una de las más grandes. No existe un álbum en vivo con audios de esta gira, pero hay grabaciones que muestran la calidad musical de los shows, en particular el multi-show King Biscuit Flower Hour FM con una grabación más conocida como "Handsome Girls".
Algunos artistas que acompañaron a los Stones en sus shows individuales incluyen a Linda Ronstadt, Sugar Blue, Doug Kershaw, Bobby Keys y Nicky Hopkins.

## Músicos
- Mick Jagger - voz, guitarra
- Keith Richards - guitarra, voces
- Ron Wood - guitarra
- Bill Wyman - bajo
- Charlie Watts - batería

Músicos adicionales
- Ian Stewart - piano
- Ian McLagan - teclados

## Tour Set list
1. Let it Rock
2. All Down the Line
3. Honky Tonk Women
4. Star Star
5. When the Whip Comes Down
6. Beast of Burden
7. Lies
8. Miss You
9. Just My Imagination (Running Away with Me)
10. Shattered
11. Respectable
12. Far Away Eyes
13. Love in Vain
14. Tumbling Dice
15. Happy
16. Sweet Little Sixteen
17. Brown Sugar
18. Jumpin' Jack Flash
19. Bis: Street Fighting Man
20. Bis: (I Can't Get No) Satisfaction

En algunos shows no hubo bis.

## Fechas
- 10/06/1978  Lakeland Civic Center - Lakeland
- 12/06/1978  Fox Theatre - Atlanta
- 14/06/1978  Capitol Theater - Passaic
- 15/06/1978  Warner Theatre, Washington D. C.
- 17/06/1978  JFK Stadium - Filadelfia
- 19/06/1978  Palladium - Nueva York
- 21/06/1978  Hampton Roads Coliseum - Hampton
- 22/06/1978  Myrtle Beach Convention Center - Myrtle Beach
- 26/06/1978  War Memorial Coliseum - Greensboro
- 28/06/1978  Mid South Coliseum - Memphis
- 29/06/1978  Rupp Arena - Lexington
- 01/07/1978  Municipal Stadium - Cleveland
- 04/07/1978  Rich Stadium - Buffalo
- 06/07/1978  Masonic Hall - Detroit
- 08/07/1978  Soldier Field - Chicago
- 10/07/1978  Saint Paul Civic Center - Saint Paul
- 11/07/1978  Checkerdome - St. Louis
- 13/07/1978  Louisiana Superdome - Nueva Orleans
- 16/07/1978  Folsom Field - Boulder
- 18/07/1978  Tarrant County - Fort Worth
- 19/07/1978  Sam Houston Coliseum - Houston
- 21/07/1978  Community Center - Tucson
- 23/07/1978  Anaheim Stadium - Anaheim
- 24/07/1978  Anaheim Stadium - Anaheim
- 26/07/1978  Oakland Coliseum - Oakland